# Ferdinando Corradini
Ferdinando Corradini (Melfi, 1731 – Napoli, 18 marzo 1801) è stato un giurista ed economista italiano.

## Biografia
Laureatosi in giurisprudenza, divenne avvocato del foro di Napoli poco più che ventenne e, durante la sua pratica forense, venne notato da Leopoldo de Gregorio, ministro di Carlo III, che nel 1759 gli diede la mansione di assessore del tribunale di Teramo. Nel 1771, Corradini divenne giudice presso la Gran Corte della Vicaria e segretario del Real Consiglio.
Nel 1783 John Acton, segretario di Stato di Ferdinando IV, gli conferì la carica di consigliere del Supremo Consiglio delle Finanze, del cui apparato fu poi direttore ad interim, e direttore titolare fino al 1791, quando venne sostituito da Giuseppe Palmieri. Come direttore si distinse in alcuni provvedimenti rilevanti come una prammatica per la liberalizzazione del commercio della seta (1787), la riduzione di alcune tariffe doganali (1788), la soppressione della vecchia Soprintendenza generale delle rendite reali (1789).
Nel 1788 divenne, inoltre, presidente della Suprema Giunta di Corrispondenza, con la mansione di vigilare sull'attività della cassa sacra, e nel 1791, dopo aver lasciato il Consiglio delle Finanze, ottenne la nomina di Segretario di Stato per gli Affari Ecclesiastici, succedendo al ministro Carlo De Marco, per la quale ricevette il titolo di marchese il 13 settembre dello stesso anno.
Con la morte di Palmieri nel 1793, venne richiamato alla direzione del Consiglio delle Finanze, perseguendo una politica conservatrice, caratterizzata da aumenti delle entrate erariali mediante inasprimenti fiscali. Con l'instaurazione della Repubblica Napoletana (1799), Corradini rimase in disparte e lo rimarrà anche con la restaurazione borbonica, ricevendo una pensione annua di 3.000 ducati. Morì poco tempo dopo a Napoli, il 3 marzo 1801.

## Opere
- Per l'Università di Melfi co' magnifici massari di campo della medesima .., Napoli, dopo il 1775.
- Per d. Giuseppe, e d. Gerardo Jorio con d. Antonio Biscotti .., Napoli, dopo il 1756.